# 미에 FM 방송
미에 FM방송은 일본의 FM라디오 방송국으로 1985년 6월 1일 개국했으며 미에현에서 방송을 실시하고 있다.
JFN에 가맹했으며 약칭은 FM미에(FM三重), 애칭은 radio3(radio CUBE FM미에) 콜사인은 JONU-FM이다.

## 개요
- 방송구역에 아이치현이 있기 때문에 일부 FM도쿄 제작 프로그램이 방송되지 않고 있다.
- 나가노 FM방송이 개국하기 전에는 나가노현에서도 듣고 있는 사람이 많았다.
- 원래 욧카이치시에 본사를 설치하려 했다.

## 연혁
- 1984년 4월 3일 - 회사 설립
- 1985년 6월 1일 - 개국
- 2005년 4월 - 새로운 애칭으로 "라디오 큐브" 제정.

## 주파수
- 쓰 방송국:78.9 MHz(출력:3kW)
- 오와세 중계국:80.4MHz
- 호쿠세이 중계국:76.8MHz
- 린나이 중계국:76.8MHz
- 나바리 중계국:85.5MHz
- 도바 중계국:83.2MHz
- 오미야 중계국:83.2MHz
- 미야가와 중계국:84.9MHz
- 구마노 중계국:85.7 MHz
- 이소베 중계국:78.1MHz

## 미에현에 있는 다른 텔레비전·라디오 방송국
- NHK 쓰 방송국
- 미에 TV 방송(MTV)(독립 텔레비전 방송국)